# 大塚歩美
大塚 歩美（おおつか あゆみ・1991年12月26日 - ）は、日本のレースクイーン・モデル。
東京都出身、フェアリィ所属。愛称は「あゆちゃん」。弟が2人いる。

## 来歴
2015年と2016年、SUPER GTに参戦するカルソニックカンセイ（星野一義総監督）のメインスポンサーホシノインパルのレースクイーンに就任（相方はスーパーウィング所属の鈴川亜美）

## 人物
- 2016年現在、愛称を「あゆみん」「あゆみちゃん」もあったが、本人は「あゆちゃん」を気に入っている。
- 趣味は音楽鑑賞[1]。
- 特技はピアノ演奏, 料理。

## 主な活動

### レースクイーン
- CALSONIC レディー（2015年・2016年 ）[3][4]

### イベント

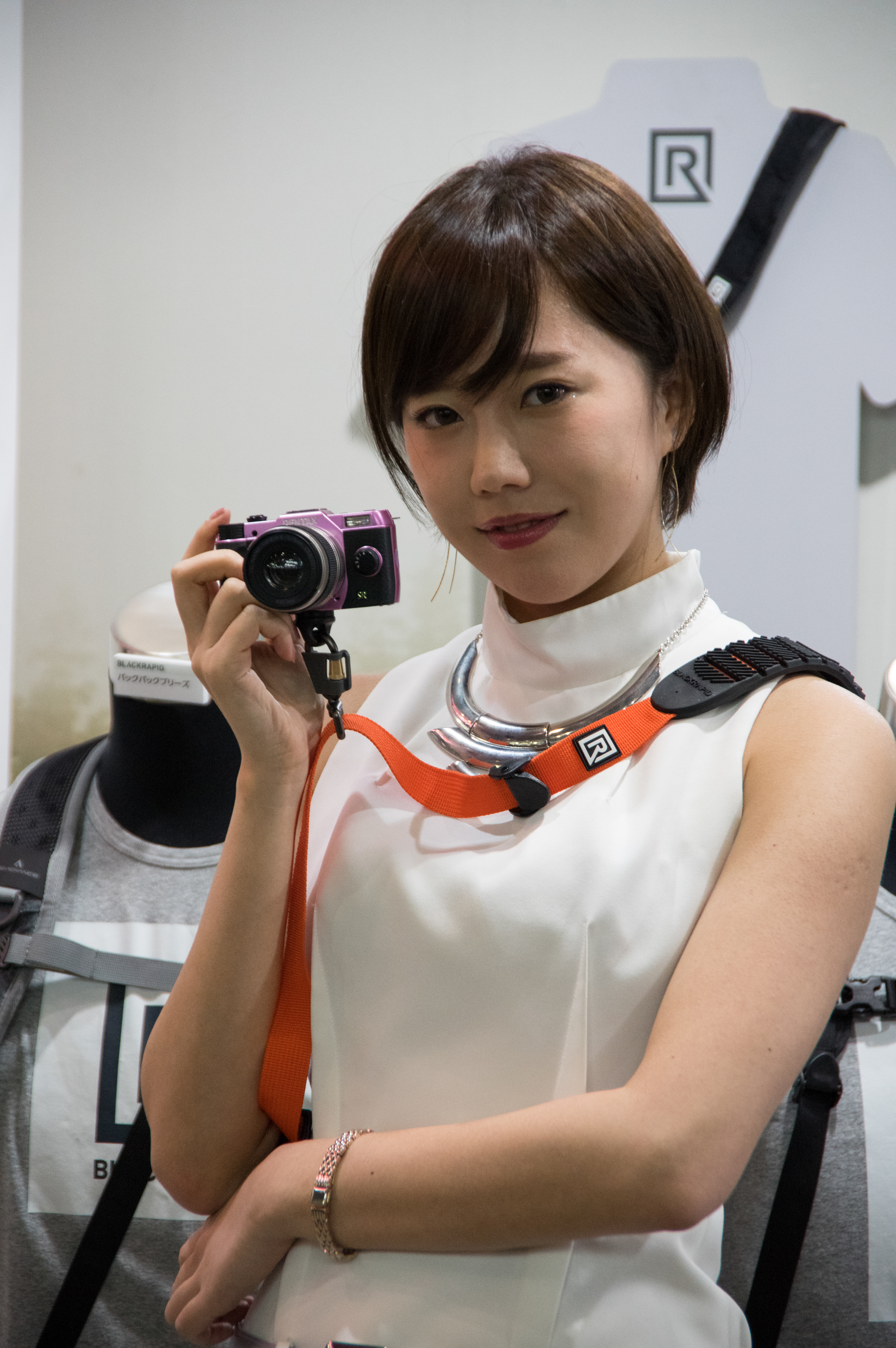
CP+・ハクバブースにて（2017年2月25日）

- CEATEC:NAVITIMEブース（2012年10月)[5]
- 東京ゲームショウ2014:コーエーテクモブース（2014年9月）[6]
- 日本国際工作機械見本市 JIMTOF 2014:三菱電機ブース（2014年10月）[7][8]
- ジャパンフィッシングショー2015:YAMAHAブース（2015年2月）[9]
- 国際ホテル・レストランショー2015:NECブース（2015年2月）[10]
- 東京オートサロン　:MITSUBISHIブース（2015年1月）[11][12]
- ドラッグストアーショー2015:「コーセーブース」（2015年3月）[13]
- FOOMA JAPAN 2016:「TOSTEブース」TOSTE（2015年6月）[14][15]
- インターフェックスジャパン2016:「TOSTEブース」TOSTE（2015年6月）[16][17]
- 東京オートサロン　:日産自動車ブース（2016年1月）[18][19]
- スマートエネルギー展(PV Expo 2016):「NECブース」（2016年2月）[20]
- CP+2016:「ハクバ」（2016年2月）[21][22]
- リテールテック展:「NECブース」（2016年3月）[23]
- ドラッグストアーショー2016:「コーセーブース」（2016年3月）[24]
- ニコニコ超会議 2016:「NTTブース」（2016年4月）[25]
- JPCAショー2016:「ヒロセ電機ブース」（2016年6月）[26][27]
- SOPTECとうほく2016(宮城県印刷工業組合):「グラシアスサポートブース」（2016年6月）[28][29]
- 東京ゲームショウ2016:Hot Toysブース（2016年9月）[30]
- 東京オートサロン　:日産自動車ブース（2017年1月）[31]
- CP+2017「ハクバ」（2017年2月）[32]
- リテールテック展:「NEC日本電気ブース」（2017年3月）[33]
- 東京モーターサイクルショー
2017:METZELERブース（2017年3月）[34]
- ドラッグストアーショー2017:「コーセーブース」（2017年3月）[35]
- TECHNO FRONTIER 2017:「キーサイト・テクノロジーブース」（2017年4月）[36]
- ニコニコ超会議 2017:「NTTブース」（2017年4月）[37]
- FOOMA JAPAN 日本食品機械工業会 2017  2017:「中西製作所ブース」（2017年6月）[38]
- Interop Tokyo Interop Tokyo 2017  NECブース（2017年6月）[39]
- 東京ゲームショウ
2017:CAPCOMブース（2017年9月）[40]
- CEATEC:NECブース（2017年10月)[41][注 1]
- 東京モーターショー
2017:フォルクスワーゲンブース（2017年10月）[42]
- 東京コミックコンベンション（東京コミコン）:「Hot Toys ブース」（2017年12月）[43]
- 東京オートサロン　:三菱自動車工業ブース（2018年1月）[44][注 2]
- スマートグリッドExpo2018(Smart Grid Expo 2018):「NECブース」（2018年2月）[45]
- リテールテック展:「NEC日本電気ブース」（2018年3月）[46]
- ドラッグストアーショー2018:「コーセーブース」（2018年3月）[47]
- ジャパンゴルフフェア2018:「キャロウェイゴルフブース」（2018年3月）[48]
- TECHNO-FRONTIER 2018:「キーサイト・テクノロジーブース」（2018年4月）[49]
- ニコニコ超会議 2018:「三洋物産ブース」（2018年4月）[50]
- 情報セキュリティExpo春2018:「NEC日本電気ブース」（2018年5月）[51]
- 東京ゲームショウ
2018:CAPCOMブース（2018年9月）[52]
- CEATEC:NECブース（2018年10月)[53]
- NEC iExpo2018:展示ブースMC（2018年11月)[54]
- ET&IoT Technology2018:NECブース（2018年11月)[55]
- JAEPO2019:SAFARI GAMESブース（2019年1月)[56]
- 東京オートサロン　:三菱自動車工業ブース（2019年1月）
- リテールテック展:「NEC日本電気ブース」（2019年3月）[57]
- ドラッグストアーショー2019:「コーセーブース」（2019年3月）[58]
- ジャパンゴルフフェア2019:キャロウェイブース（2019年3月）[59][注 3]
- 東京ゲームショウ
2019:ガンホーブース（2019年9月）[60]
- CEATEC:NECブース（2019年10月)[61]
- NEC iExpo2019:展示ブースMC（2019年11月)[62]
- 東京モーターサイクルショー
2024:KYTブース（2024年3月）[63]
- Interop Tokyo Interop Tokyo 2024  NECブース（2024年6月）[64]

### TV・CM
- クスリのアオキ CM :「新しい挑戦」リクルート編（2017年） [65]
- スポーツオブハート2017 東京メトロポリタンテレビジョン :「Sports of Heart 2017」MC（2017年） [66]

### その他
- Super Terrific Cuties Pancrase Round Girl :「Super Terrific Cuties」（2016年・2017年） - 他メンバー：木村花[注 4]、三上夏奈[67]
- Super Terrific Cuties Pancrase Round Girl :「Super Terrific Cuties」（2018年） - 他メンバー：武田しのぶ、三上夏奈[68]

- Super Terrific Cuties Pancrase Round Girl :「Super Terrific Cuties」（2020年） - 他メンバー：今村仁美、安倍有里子[69]

- Super Terrific Cuties Pancrase Round Girl :「Super Terrific Cuties」（2021年） - 他メンバー：今村仁美、赤瀬ちか[70]